# Sascha Dum
Sascha Dum (* 3. Juli 1986 in Leverkusen) ist ein deutscher Fußballspieler. Sein Vater Manfred Dum war selbst Fußballprofi und bestritt in der 2. Bundesliga 198 Spiele für den 1. FC Saarbrücken, Union Solingen und den SC Freiburg.

## Karriere

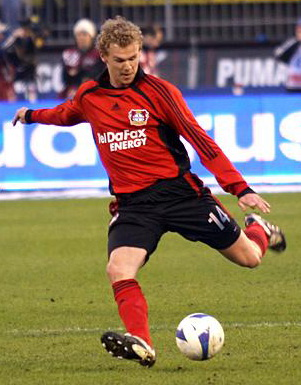
Dum als Spieler von Bayer Leverkusen (2008)

Nach seiner Jugendzeit beim HSV Langenfeld wechselte Sascha Dum 1998 zu Bayer 04 Leverkusen. Zur Rückrunde 2005/06 wurde er zum damaligen Zweitligisten Alemannia Aachen ausgeliehen. Nach dem Aufstieg der Aachener kam er in der darauf folgenden Saison in der 1. Bundesliga 22-mal zum Einsatz.
Dum kehrte zu Saisonbeginn 2007/08 nach Leverkusen zurück. Dort spielte er in der Hälfte der Saisonspiele für die Bundesligamannschaft und kam viermal im UEFA-Cup zum Einsatz, wurde aber mehrmals auch in der Oberligamannschaft eingesetzt. 
Ende August 2009 wechselte er auf Leihbasis zum Zweitligisten Energie Cottbus. Sein erstes Spiel für die Lausitzer war am 28. August 2009 beim 2:0-Sieg bei der TuS Koblenz. Zur Saison 2010/11 wechselte Dum zu Fortuna Düsseldorf, wo er einen Zweijahresvertrag unterzeichnete. Nach dem Aufstieg in die 1. Bundesliga verließ Dum den Verein mit Ablauf seines Vertrages nach der Saison 2011/12.
Ende Januar 2013 verpflichtete der Zweitligist MSV Duisburg Dum. Er unterschrieb bis zum Saisonende 2012/13 mit einer Option auf Verlängerung. Nach dem Lizenzentzug und Zwangsabstieg des MSV aus der zweiten Liga blieb Dum dem Verein auch in der folgenden Drittligasaison treu. Einen festen Stammplatz nahm er in der nachfolgenden Zeit nicht ein, wurde aber regelmäßig aufgeboten. 2015 gelang ihm mit der Mannschaft die Rückkehr in die 2. Bundesliga. 
Am 24. August 2015 wechselte er zum FC Schalke 04, mit dessen zweiter Mannschaft er in der Regionalliga West spielte. Nach dem Abstieg 2017 in die Oberliga Westfalen schloss sich Dum dem VfB 03 Hilden  in der Oberliga Niederrhein an. Ein Jahr später wechselte er zum Landesligisten FSV Vohwinkel.

## Erfolge
- Aufstieg in die Bundesliga 2006 (mit Alemannia Aachen) und 2012 (mit Fortuna Düsseldorf)
- Aufstieg in die 2. Bundesliga 2015 (mit dem MSV Duisburg)